# Jules Lesven
Julien François Marie Lesven, dit Jules Lesven, né le 25 avril 1904 à Saint-Thégonnec et mort le 1er juin 1943 à Champagné, est un ouvrier, militant communiste et résistant du Finistère.

## Biographie
Forgeron à l'arsenal de Brest à partir de 1929, il devient militant syndical (CGTU) et politique : il adhère au PCF en 1935. 
Entré en résistance en 1940, Jules Lesven devient responsable départemental pour le Finistère des F.T.P., puis interrégional de Bretagne. Il participe à l'édition locale de La Bretagne ouvrière, paysanne et maritime qui reparaît clandestinement depuis mars 1941. Il participe, avec Pierre Corre et Lucien Kerouanton, à de nombreux sabotages et attentats dans la région de Brest. 
Recherché par la police française et par les Allemands, il quitte l'arsenal de Brest. Devenu responsable politique de la Sarthe, il est arrêté par des policiers français le 7 mars 1943. Livré aux Allemands, torturé, jugé et condamné à mort, il sera fusillé au camp d'Auvours (à Champagné, à 15 km du Mans), le 1er juin 1943, en même temps que son ami Pierre Corre.

## Décoration
- Médaille de la Résistance française (22 septembre 1953)[6]

## Hommages
Une rue et un lycée de Brest portent son nom.